# Vauvillers (Haute-Saône)
Vauvillers ist eine französische Gemeinde im Département Haute-Saône in der Region Bourgogne-Franche-Comté. Sie gehört zum Kanton Jussey im Arrondissement Lure.

## Geographie
Vauvillers liegt auf einer Höhe von 290 m über dem Meeresspiegel, etwa 34 Kilometer nördlich der Stadt Vesoul (Luftlinie). Das Dorf erstreckt sich im nördlichen Teil des Departements, auf einer Anhöhe zwischen den Tälern von Côney im Norden und Superbe im Süden, östlich des Hügels von Montdoré.
Die Fläche des 9,50 km² großen Gemeindegebiets umfasst einen Abschnitt in der leicht gewellten Landschaft östlich des oberen Saônetals. Der zentrale Teil des Gebietes wird von einem in West-Ost-Richtung verlaufenden, breiten Höhenrücken eingenommen, der durchschnittlich auf 300 m liegt und die Wasserscheide zwischen Côney und Superbe bildet. Gegen Süden flacht die Höhe nur sehr langsam ab. Auf einer Kuppe südwestlich des Dorfes wird mit 353 m die höchste Erhebung von Vauvillers erreicht.
Nach Nordosten erstreckt sich das Gemeindeareal in die Mulde des Ruisseau de la Prairie und seiner Quellbäche. Landwirtschaftliche Nutzung herrscht hier vor. Weiter im Nordosten folgt die ausgedehnte Waldung des Bois de la Craie (bis 275 m). Die nördliche Grenze wird über eine kurze Strecke vom Flusslauf des Côney markiert, der durch eine breite Alluvialebene nach Westen fließt und für die Entwässerung des Gebietes zur Saône sorgt. In geologisch-tektonischer Hinsicht besteht das Gelände im zentralen Teil aus Muschelkalk der mittleren Trias, im Nordosten aus Buntsandstein der unteren Trias. An einigen Orten treten auch sandig-mergelige Sedimente zutage, die während der Lias (Unterjura) abgelagert wurden.
Nachbargemeinden von Vauvillers sind Alaincourt und Pont-du-Bois im Norden, Mailleroncourt-Saint-Pancras im Osten, Melincourt im Süden sowie Montdoré im Westen.

## Geschichte
Überreste eines römischen Verkehrsweges weisen auf eine sehr frühe Besiedlung des Gebietes hin. Im Mittelalter gehörte Vauvillers zur Freigrafschaft Burgund und darin zum Gebiet des Bailliage d’Amont. Erstmals urkundlich erwähnt wurde die Herrschaft Vauvillers im Jahr 1150. Die Herrschaft war in zwei Teile gespalten: der Teil nördlich des Côney gehörte zu Lothringen, derjenige südlich des Flusses zur Freigrafschaft. Vauvillers entwickelte sich im Mittelalter zu einem Burgflecken. Während des Dreißigjährigen Krieges wurde der Ort von Truppen des Herzogs Bernhard von Sachsen-Weimar verwüstet. Zusammen mit der Franche-Comté gelangte Vauvillers mit dem Frieden von Nimwegen 1678 definitiv an Frankreich. Im Jahr 1739 wurden die beiden Herrschaften unter Gaspard de Clermont-Tonnerre vereinigt. Vauvillers war in der Folge eine Vogtei, die 1775 zum Herzogtum Clermont-Tonnerre erhoben wurde.

## Sehenswürdigkeiten

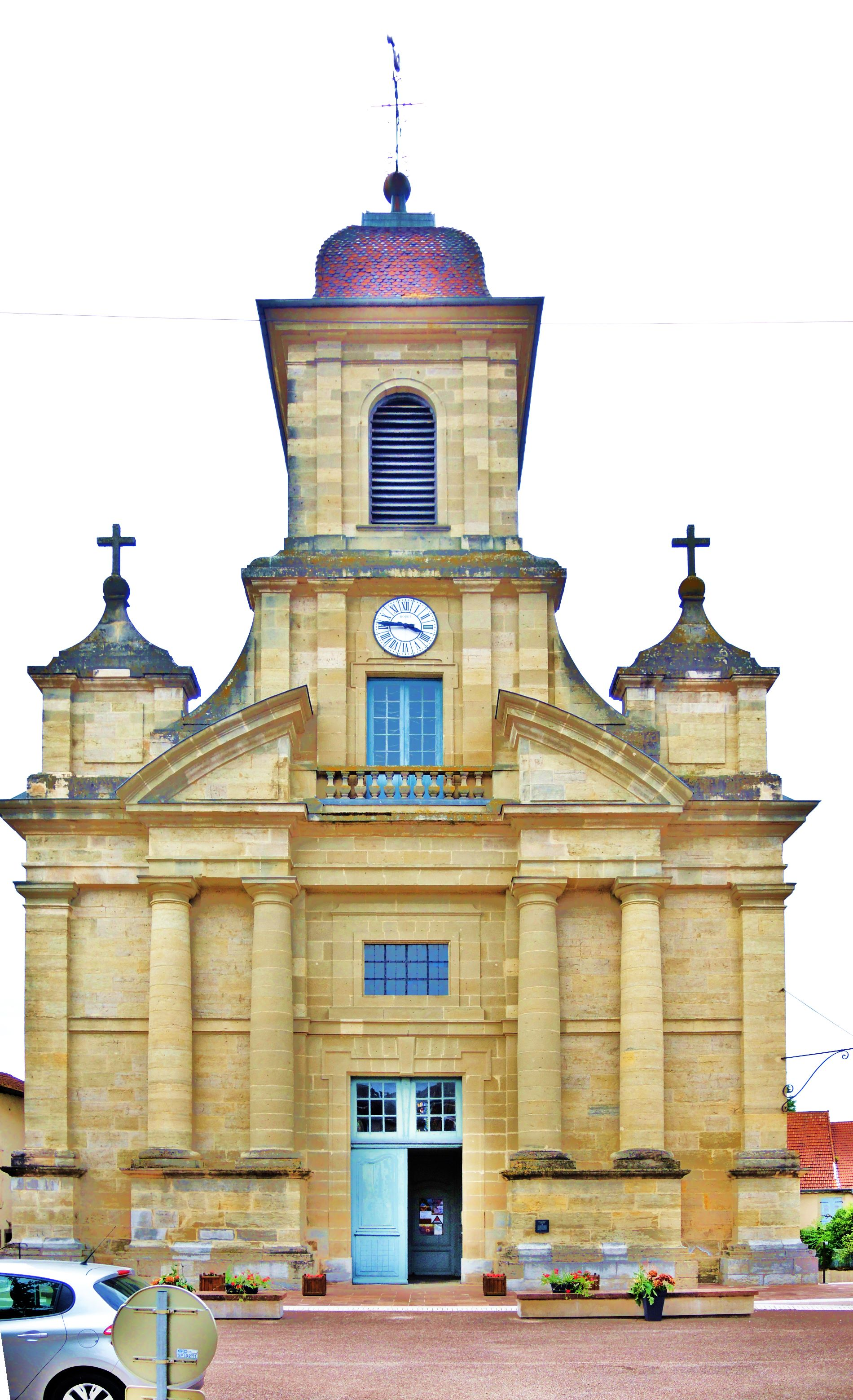
Kirche Nativité de Notre-Dame

Die einschiffige Kirche Nativité de Notre-Dame wurde von 1768 bis 1773 in Stilformen der Klassik und des Barock erbaut. Der Portalbereich wird von vier mächtigen dorischen Säulen flankiert. Zur wertvollen Ausstattung gehören eine Madonnenstatue und ein Triptychon aus dem 16. Jahrhundert, ein Grabmal von 1598 sowie Mobiliar und Glasfenster aus dem 18. Jahrhundert.
Vauvillers hat sein Ortsbild im Stil eines charakteristischen Burgfleckens bewahrt und ist mit dem Label „Petite Cité Comtoise de Caractère“ ausgezeichnet. Im alten Ortskern sind zahlreiche Bürgerhäuser aus dem 16. bis 19. Jahrhundert erhalten. Besonders erwähnenswert sind das Haus von Adam Sommier im Stil der Renaissance und das Haus des Cardinal Sommier (16. Jahrhundert) mit monumentaler Fassade und einem vorkragenden Türmchen (Echauguette). Als Monument historique klassiert ist die Markthalle (17. Jahrhundert) aus Holz. Das Schloss wurde 1723 errichtet und beherbergt heute die Gemeindeverwaltung. Zu den weiteren Sehenswürdigkeiten zählen die Grande Fontaine (Brunnen aus dem 18. Jahrhundert), ein Brunnen mit Obelisk an der Straße nach Polaincourt, das Kreuz von Saint-Isidore und ein Kalvarienberg, der 1826 errichtet wurde. Aus dem 19. Jahrhundert stammt das Lavoir, das einst als Waschhaus und Viehtränke diente.

## Bevölkerung
| Jahr                       | 1962 | 1968 | 1975 | 1982 | 1990 | 1999 | 2009 | 2020 |
| Einwohner                  | 723  | 672  | 724  | 761  | 752  | 801  | 685  | 620  |
| Quellen: Cassini und INSEE |      |      |      |      |      |      |      |      |

Mit 611 Einwohnern (1. Januar 2022) gehört Vauvillers zu den kleineren Gemeinden des Départements Haute-Saône. Nachdem die Einwohnerzahl in der ersten Hälfte des 20. Jahrhunderts deutlich abgenommen hatte (1886 wurden noch 1227 Personen gezählt), wurde seit Beginn der 1970er Jahre wieder ein leichtes Bevölkerungswachstum verzeichnet. In den letzten Jahren setzte erneut ein Bevölkerungsrückgang ein.

## Wirtschaft und Infrastruktur
Vauvillers war lange Zeit ein vorwiegend durch die Landwirtschaft (Ackerbau, Obstbau und Viehzucht) und die Forstwirtschaft geprägtes Dorf. Daneben gab es Gewerbe und Handel mit den landwirtschaftlichen Erzeugnissen der Umgebung. Heute ist Vauvillers ein Kleinzentrum, das zentralörtliche Funktionen für die nähere Region übernimmt. Es gibt verschiedene Betriebe des Klein- und Mittelgewerbes, vor allem in den Branchen Futtermittelherstellung, Holzverarbeitung, Feinmechanik, Transport- und Baugewerbe. Ferner sind hier verschiedene Dienstleistungsbetriebe und Einzelhandelsgeschäfte für den täglichen Bedarf ansässig. Vauvillers ist Standort eines Collège.
Die Ortschaft ist verkehrstechnisch gut erschlossen. Sie liegt an der Hauptstraße D417, die von Luxeuil-les-Bains nach Bourbonne-les-Bains führt. Weitere Straßenverbindungen bestehen mit Faverney, Passavant-la-Rochère, Bains-les-Bains und Conflans-sur-Lanterne.